# Архитектура (картина Клее)
«Архитектура» (нем. Architektur) — картина немецкого художника Пауля Клее. Она была написана в 1923 году и входит в серию «Магические квадраты», в которой Клее изучает эффекты повторения одинаковых элементов.
Группировка элементов происходит «таким чистым и логичным образом, что каждый находится на своем правильном месте, и никто не мешает. порядок», как он пишет в своей педагогической записной книжке.

## Современники о картине
Уилл Громанн сравнивает серию «Магических квадратов» с современными музыкальными исследованиями: изобретенная Шёнбергом в 1923 году система из 12 тонов. В этот же год Клее писал картину «Архитектура». 
«Я нашел листок бумаги среди бумаг Клее, на котором был план для одной из его картин; числа были написаны в квадратах, ряд чисел был написан сначала в одном направлении, а затем в другом, пересекая друг друга. Числа, добавленные по горизонтали и вертикали, делали итоговые значения равными, как в хорошо известном «магическом квадрате».